# 羅珀訴西蒙斯案
羅珀訴西蒙斯案（Roper v. Simmons，543 U.S. 551 (2005)）為美國聯邦最高法院於2005年時作成的判決，宣告對於犯罪時未滿18歲之罪犯科處死刑屬於「違憲」。這個5比4的判決宣告不再援用該院於1989年所作成，認可對於16歲以上之罪犯科處死刑之史丹佛訴肯塔基州案判決（492 U.S. 361），並且推翻了25個州對於更年輕之人科處死刑的法律。

## 本案經過
本案發生於密蘇里州，本案被告，克里斯多夫·西蒙斯（Christopher Simmons），於1993年案發時年僅17歲，其謀劃與兩個更年輕的朋友 查理斯· 班傑明（Charles Benjamin） 以及 John Tessmer 一起謀殺 Shirley Crook。計畫涉及「竊盜」和「謀殺」，他們打算毀越並且侵入被害人之住宅後，將被害人捆綁丟到橋下。這三個人在午夜時碰面，不過 Tessmer 退出了這個犯罪計畫，西蒙斯和班傑明兩人便侵入Crook女士的家，並且將其雙手捆綁，遮住其雙眼。他們之後把她載到國家公園，並且丟到橋下。
本案之後進入審判，犯罪事證明確。西蒙斯自白犯下殺人罪，並且在有錄影的情況下，於犯罪現場重演犯罪過程。不過Tessmer的證詞推翻了他的說法，並顯示其應該成立「一級謀殺罪」（premeditation）。
陪審團作成有罪的認定，在考量過減刑因素（Mitigating factor）（被告無前科以及被告的年齡）後，陪審團仍然建議科處死刑，法院亦對其科處死刑。
本案之後繼續上訴，而法院仍舊維持死刑判決。然而，2002年時，美國聯邦最高法院作成了「Atkins v. Virginia」判決（536 U.S. 304），廢除了對於「智能障礙」之人科處死刑。西蒙斯於是向法院提起確定判決重審（post conviction relief），而密蘇里州最高法院總結認為：「目前全國的共識乃是不對智能障礙之人科處死刑」並且認為，此種刑罰違反了憲法第八修正案中，禁止殘忍和不尋常的刑罰之規定，因此改判西蒙斯不得假釋的終身監禁。
判決後，密蘇里州上訴美國聯邦最高法院，該院亦受理此案。（Donald P. Roper 為矯正機構的管理人，其之所以成為本案的當事人，乃係因為本案係申請定罪後人身保護令救濟）

## 法院判決
本案於2004年10月13日進行辯論。上訴論旨乃係基於美國憲法第八修正案禁止處以殘忍或不尋常的刑罰，對於犯罪時仍屬於青少年之人科處死刑是否違憲？
美國聯邦最高法院於1988年所作成的Thompson v. Oklahoma判決中，禁止對未滿16歲之罪犯科處死刑。但是於1989年，史丹佛訴肯塔基州案（Stanford v. Kentucky）判決中，聯邦最高法院則贊同並維持對於犯罪時16或17歲之人科處死刑的判決。同時，在Penry v. Lynaugh判決中，允許對於智能障礙之人科處死刑。然而，到了2002年時，聯邦最高法院在Atkins v. Virginia判決中卻改變了見解，在適用「進化發展中之文明相當標準」（evolving standards of decency）判斷後，對於智能障礙之人科處死刑係殘忍而不尋常的刑罰，應屬違憲。
基於「進化發展中之文明相當標準」判斷，聯邦最高法院認為，對於犯罪時未滿18歲之人科處死刑係屬於殘忍而不尋常的刑罰。
為了得到支持「全國共識」的立場，聯邦最高法院提到，各州對於少年犯執行死刑已經非常罕見，在作成判決之時，美國有20個州於刑法中允許對於少年犯科處死刑，但自1989年以來，只有6個犯罪時是青少年之罪犯被執行死刑。只有3個州曾經於過去10年中如此為之：俄克拉何馬州、得克薩斯州和弗吉尼亞州。此外，有5個於1989年時允許對於少年犯科處死刑的州也已經廢除了對少年犯科處死刑。
聯邦最高法院同時也引用了其他國家的法律來支持其見解。法院表示，從1990年到本判決作成的這段期間，「除了美國以外，只有7個國家對於少年犯科處死刑…：伊朗、巴基斯坦、沙烏地阿拉伯、葉門、奈及利亞和剛果民主共和國。」甘迺迪大法官表示，自從1990年以來，這些國家不是已經廢除對於少年犯科處死刑，便是公開拒絕執行，只有美國仍然允許處決少年犯。聯邦最高法院同時表示，全世界只有美國和索馬利亞尚未批准聯合國兒童權利公約（1990年9月2日生效）第37條，而該條文明確禁止對於少年犯科處死刑。
本判決中，聯邦最高法院就得以科處死刑的年齡，以18歲為準，劃下了一條界線，聯邦最高法院同時也認為18歲是區分青少年與成年人的界線，並且於本判決中宣告不再援用「史丹佛訴肯塔基州案」判決之見解。

## 本判決之影響層面

羅珀案之前各州可以科處死刑的最低年齡
廢除死刑
18歲以上
17歲以上
16歲以上

### 憲法法理爭議
本判決的多數意見引起了許多憲法法理的爭議。首先是關於使用「全國共識」允許對於先前的判決重新詮釋的問題。本判決中，發展中的共識是由行為與其他研究，像是由法院之友美國心理學會所提出的報告，所影響。另外，本判決中提到有30個州已經廢除對於青少年使用死刑（其中有18個州屬於38個允許使用使用死刑的州之一）作為支持這個共識的證據。而在Atkins v. Virginia判決中，同樣也是以有30個州廢除對於智能障礙者使用死刑作為共識。
另一個爭議則是，外國法律與規範在解釋美國法律時所應該扮演的角色。2004年時，美國眾議院共和黨籍議員湯姆·菲尼（Tom Feeney）建議通過一項無拘束力的決議（non-binding resolution），指示司法機關於作成判決時，忽略國外的判例。

### 華盛頓特區狙擊手攻擊事件
本判決之結果，將會立即影響到在弗吉尼亞州受審的李·博伊德·馬爾沃（Lee Boyd Malvo），其因為於2002年10月犯下華盛頓特區狙擊手攻擊事件（Beltway sniper attacks）而可能遭到判處死刑，在攻擊事件發生時，馬爾沃年僅17歲。馬爾沃在其第一次審判中（就其於福爾斯徹奇殺害FBI幹員Linda Franklin的案件），已經免於遭到死刑判決。馬爾沃因為其他案件而於斯波特瑟爾韋尼亞縣進行的審判也已經被認定有罪（pleaded guilty）。然而，馬爾沃尚未面對在威廉王子縣、華盛頓特區、華盛頓州、得克薩斯州、馬里蘭州、路易斯安那州、加利福尼亞州、亞利桑那州以及亞拉巴馬州的審判。
由於本判決之結果，威廉王子縣的檢察官決定不再繼續對馬爾沃繼續進行訴追。因為當初之所以從兩名嫌犯被逮捕的馬里蘭州引渡到弗吉尼亞州，乃是因為這兩個州關於死刑的規定並不相同。馬里蘭州允許使用死刑，但僅限於對犯罪時成年之人科處；維吉尼亞州同樣允許使用死刑，但是對於犯罪時仍屬青少年之人同樣可以科處死刑。

## 參照
1. ↑  Katsh, M. Ethan,  Thirteenth, Boston: McGraw Hill Higher Education: 247, 2008, ISBN 978-0-07-351509-0.
2. ↑   (PDF). PsychLAW. American Psychological Association.   [2010-04-01]. （原始内容存档 (PDF)于2021-04-26）.
3. ↑  "A flap over foreign matter at the Supreme Court" （页面存档备份，存于） - MSNBC coverage of Feeney resolution